# 1985年電子遊戲界

## 事件
- 第六届街机奖举办，授奖对象为1983－1984年发行的游戏，《Star Wars》赢得最佳街机游戏，《Space Shuttle》赢得最佳游戏机游戏，《Ultima III: Exodus》赢得最佳电脑游戏，《Zaxxon》赢得最佳独立游戏。

## 商业
- 新公司：Titus Interactive、JAST、Rare、西木工作室。
- Edu-Ware关闭；David Mullich等Electric Transit下岗雇员创立了Electric Transit，其成为艺电最早的附属发行公司。
- RDI Video Systems公司关闭。

## 知名产品

### 游戏
街机
- 1月 － 科樂美发行了现代格斗游戏奠基者《功夫》[1]。
- 3月 － 南梦宫发行《Dig Dug II》。
- 3月 － Tehkan发行双轨迹球控制器游戏——美式足球游戏《Gridiron Fight》。
- 4月 － 雅达利游戏发行《Paperboy》。
- 5月 － 南梦宫发行《Metro-Cross》。
- 5月 － 南梦宫发行《宇宙巡航舰》。
- 6月 － 南梦宫发行《Baraduke》。
- 7月 － 世嘉发行了铃木裕与世嘉AM2的《Hang-On》，这是世嘉Super Scaler的首款游戏[2]。游戏采用伪3D可缩放精灵图形，这和后来多边形3D游戏处理贴图手法类似[3][4]。游戏摩托车式的机台由人体控制，其通过给机台加水压控制运动，这种“体感”趋势在两个世代后的家用游戏机中成为潮流[5]。
- 9月19日 － 卡普空发行藤原得郎的《魔界村》。这是当年最流行的街机游戏之一，后发展成为系列。
- 9月20日 － 南梦宫发行《Motos》。
- 10月 － 世嘉发行铃木裕和AM2的《太空哈利》。其在《Hang-On》的伪3D“Super Scaler”精灵缩放图形之上进一步开发，并采用类比控制杆操控移动。系统可记录摇杆推动的方向和力度，因此玩家不但可以自由控制方向，还能用推动程度控制角色移动速度[6]。
- 10月 － 雅达利游戏发行Ed Logg的《Gauntlet》，这是继《迷宫塔》，之后史上第二款街机迷宫探索游戏。
- Tehkan发行了《Tehkan世界杯》，其奠定了足球游戏俯视球场的基础[7]。

游戏机
- 9月9日 － 南梦宫在红白机发行《坦克大战》，其改编自1980年街机游戏《Tank Battalion》。
- 9月13日 － 任天堂发行《超级马里奥兄弟》，这款总销量4,000万的作品占据电子游戏销量榜首位直到2008年。游戏为马里奥系列创造了碧奇公主、奇诺比奥和库巴等角色，常见敌人栗寶寶、慢慢龜，以及能力提升道具超级蘑菇、火焰花和無敵星等[8]。游戏让横向卷轴平台游戏流行。
- 10月18日 － 任天堂在红白机推出《大鸭子》。
- 11月21日 － Micronics在日本发行猫咪小镇（Onyanko Town），一款标题无意义的快节奏动作游戏。
- 12月 － 南梦宫推出《天堂鸟》，这款清版射击游戏可二人同时游玩。

电脑
- 9月16日 － Origin Systems推出《创世纪IV：圣者传奇》，其普及了电脑角色扮演游戏使用动态道德系统[9]。
- 10月27日 － 日本Falcom发行《屠龙剑II Xanadu》，其结合了即时动作战斗与角色能力值，确立了动作角色扮演游戏类型。游戏还采用了类似业的道德计量器[10]，以及原始類銀河戰士惡魔城遊戲的探索风格[11]。
- T&E Soft发行了《Hydlide II: Shine of Darkness》，又一款采用阵营荣誉计量系统的早期动作角色扮演游戏[12]。
- Brøderbund发行高产系列Carmen Sandiego的首款游戏《Where in the World is Carmen Sandiego?》。
- 艺电发行Stuart Smith的《Adventure Construction Set》和Rick Koenig的《Racing Destruction Set》，其成为1982年Bill Budge的《Pinball Construction Set》后的成功大热作品。
- Elite Systems UK发行了《Roller Coaster》，一款仿照上年热最销作《Jet Set Willy》的平台游戏。这也是最早模仿游乐场游戏的电子游戏。
- Bubble Bus Software为多款8位元电脑发行了畅销动作冒险游戏《Starquake》。数年后游戏一直到16位元电脑上。
- Pete Cooke的科幻游戏《Tau Ceti》在英国发行。
- The Learning Company在Apple II上发行《俄勒冈之旅》的首个商业版。

### 硬件
街机

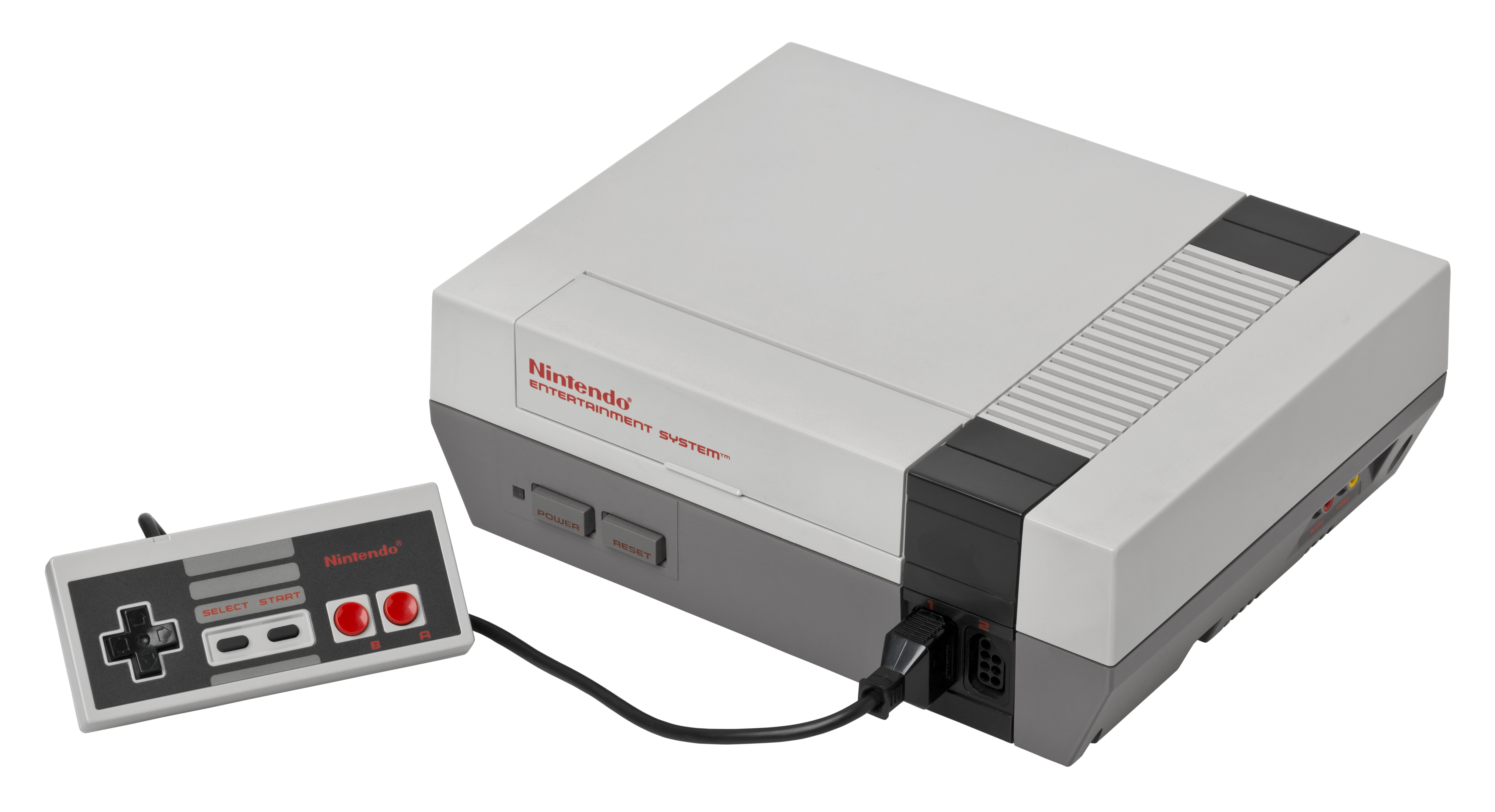
北美版Nintendo Entertainment System

- 7月 － 世嘉推出《世嘉太空哈利》（又称世嘉Hang-On），这是世嘉最早支持高帧率伪3D精灵缩放的“Super Scaler”街机主板[2]。其采用32,768调色板[13]，同屏发色数为6,144[2]。
- 南梦宫此时开始开发Namco System 21[14]，这是其首款专门支持3D多边形图形的街机主板。

电脑
- 雅达利推出ST520个人电脑。
- Commodore发行Amiga个人电脑。
- INTV公司发行INTV III家用机。
- Telegames发行ColecoVision的仿制主机Dina。

游戏机
- 7月26日 － 任天堂为日本红白机发行R.O.B机器人和对应电子游戏。
- 10月18日 － 任天堂在美国有限的试销Nintendo Entertainment System（NES），并一并推出R.O.B.机器人和对应电子游戏。
- 10月20日 － 世嘉在日本发行家用游戏机SG-1000 Mark III。